# Talosio
Il talosio è uno zucchero esoso appartenente al gruppo degli aldoesosi. È un epimero del glucosio ed epimero sul C2 del galattosio. Non è presente in natura, o non è stato ancora scoperto in natura. 
Solubile in acqua, è poco solubile in metanolo. È rinvenibile come D-talosio e L-talosio.